# Ван Тяньцин, Андрей
Андрей Ван Тяньцин  (кит. 王天慶 安德, 1891, Хэбэй — 22 июля 1900, Хэбэй) — святой Римско-католической церкви, мученик, сын святой Люции Ван Ван.

## Биография
Во второй половине XIX века в Китае были сильные антихристианские настроения. Они достигли своего пика в 1899—1901 годах во время восстания боксёров, когда в Китае началось массовое преследование христиан. Во время этих гонений по всему Китаю было убито более 30 тысяч христиан. 21 июля 1900 года повстанцы арестовали католиков из деревни Вэй, где жила Люция Ван Ван, мать Андрея Ван Тяньцина. Сразу же после ареста 21 июля 1900 года был казнён Иосиф Ван Юймэй, который являлся одним из руководителей католической общины в деревне. Была арестована и Люция Ван Ван со своим сыном Андреем Ван Тяньцином, а также жительница деревни Анна Ван. На следующий день 22 июля 1900 года перед арестованными поставили выбор сохранить жизнь, отказавшись от христианства, или умереть. Мать святого Андрея Люция Ван Ван осталась верна своей христианской вере и была казнена вместе со своим сыном, которому было 9 лет.

## Прославление
Андрей Ван Тяньцин был беатифицирован 17 апреля 1955 года римским папой Пием XII вместе с французским миссионером Леоном Мангеном и канонизирован 1 октября 2000 года римским папой Иоанном Павлом II вместе с группой 120 китайских мучеников.
День памяти в Католической церкви — 9 июля.

## Источник
- Католическая энциклопедия, т. 2, М., изд. Францисканцев, 2005 г., стр. 1035—1046, ISBN 5-89208-054-4
- George G. Christian OP, Augustine Zhao Rong and Companions, Martyrs of China, 2005, стр. 72 (англ.)